# Aparador
Um aparador, bufê ou bufete (do francês buffet) ou ainda credência é um móvel da sala de jantar, relativamente longo, da altura da mesa de refeições, onde geralmente é guardada a louça, e cujo tampo pode servir para receber os pratos ou travessas com comida durante o almoço ou jantar.